# Michael Gottfried von Rosenfeld
Michael Gottfried Czekel von Rosenfeld (auch Michael Gottfried Zekelius oder Michael Gottfried Czekelius von Rosenfeld; * 13. Juli 1708; † 6. Mai 1786) war ein siebenbürgisch-österreichischer General.

## Leben
Rosenfeld stammte aus der alten siebenbürgischen Familie Czekelius von Rosenfeld und war Sohn des Militärs und geheimen Gubernialrats Michael Zekelius (1680–1770), der 1722 mit dem Prädikat von Rosenfeld in den Adelstand erhoben wurde. Er nahm eine militärische Laufbahn auf und diente in den Fuß-Regimentern Ligneville Nr. 3 und Sachsen-Hildburghausen Nr. 8. Er nahm 1732 am Hilfszug für Korsika. Er kämpfte 1734 im Rahmen des Polnischen Thronfolgekriegs in Italien, 1740 bis 1745 im Österreichischen Erbfolgekrieg sowie 1757 bis 1762 im Siebenjährigen Krieg.
Rosenfeld stieg im k.k. Linien-Infanterie-Regimentes Nr. 8 vor 1734 in die Reihe der Hauptleute auf. Vor 1745 wurde er zum Oberstleutnant befördert, bevor er im Rahmen der Kaiserkrönung von Franz I. Stephan in Frankfurt am Main zum Oberst erhoben wurde. Am 6. Juli 1752 stieg er als Generalfeldwachtmeister in den Generalsrang auf und wurde schließlich am 16. August 1758 zum Feldmarschallleutnant befördert. In dieser Zeit diente unter ihm unter anderem Clemens August von Kleist.
Der siebenbürgische Verwaltungsbeamte Johann Friedrich von Rosenfeld war sein Neffe.

## Familie
Rosenfeld heiratete die Freiin Henriette von Berlichingen-Jartheim (1722–1754). Das Paar hatte zwei Töchter:
- Frederike ⚭ Freiherr Peter Carl Ott von Bátorkéz (1738–1809), Feldmarschall-Lieutenant
- Caroline (1751–1827) ⚭ Freiherr Franz Xaver Wenckheim (1736–1794), Feldmarschall-Lieutenant